# Bud Sagendorf
Bud Sagendorf, il cui vero nome era Forrest Cowles Sagendorf (Wenatchee, 22 marzo 1915 – Sun City Center, 22 settembre 1994), è stato un fumettista statunitense noto soprattutto per la serie Popeye che proseguì dopo la morte di E. C. Segar.

## Biografia

Logo della serie Popeye realizzato da Bud Sagendorf

Nacque a Wenatchee, nello stato di Washington, e all'età di tre anni, rimase orfano di padre. Insieme alla madre e alla sorella si trasferì poi a Santa Monica, California; fu sua sorella a soprannominarlo Bud. Il suo primo lavoro fu come strillone per il Los Angeles Herald-Express.
In California conobbe Segar e poi si rividero quando entrambi erano a pescare e Segar lo invitò a visitare il suo studio offrendosi di insegnargli i trucchi del mestiere. Quando poi Segar partì per una lunga vacanza, decise di impiegare come assistente a tempo pieno il giovane Sagendorf per accelerare la produzione di tavole disegnate; la qualità del lavoro di Sagendorf fu tale che fece di lui il suo primo e unico assistente regolare. Divenne quindi un fumettista professionista che era ancora teenager, lavorando per 50 $ alla settimana come assistente di E. C. Segar, lavorando a Thimble Theatre (Popeye) (strisce giornaliere) e (tavole domenicali) e a The Five-Fifteen (Sappo) Dopo la prematura morte di Segar nel 1938, la King Features, detentrice dei diritti sulla serie di Segar, lo ritenne troppo giovane per affidargli l'incarico di sostituire Segar e al suo posto venne scelto il veterano "Doc" Winner e il King Features lo impiegò nello studio di New York. Quindi Sagendorf si trasferì a New York dove incominciò a illustrare materiale pubblicitario per la King Features e contemporaneamente lavorò allo sviluppo di merchandising della serie Popeye progettando giocattoli. Si sposò nel 1940 con la sua fidanzata del liceo, Nadia Crandall, per poi trasferirsi in una zona rurale del Connecticut.
Sagendorf poté ricominciare a disegnare tavole di Popeye nel 1946 quando la Dell Publishing decise di pubblicare comic book con nuove storie di personaggi classici. Quindi Sagendorf realizzò la prima di una lunga serie di storie che ora poteva anche firmare col suo nome realizzandone fino al 1962 oltre un centinaio. Successivamente altri editori rilevarono il titolo e fino al 1967 lavorò come autore per la Gold Key e la King Comic. Nel 1959 divenne il titolare della serie a strisce Thimble Theatre realizzandola fino al 1986 quando decise di voler passare più tempo con la sua famiglia e, dovendo accettare un calo della vista, ridusse la produzione alle sole tavole domenicali, impegno che ebbe fino alla sua morte. Il King Features continuò la ristampa delle strisce giornaliere di Sagendorf mentre le tavole domenicali passarono a Hy Eisman.
Tra il 1982 e il 1989 pubblico numerose strisce sulla rivista per ragazzi Nouveau Pif Gadget.
Morì all'età di 79 anni a Sun City, Florida il 22 settembre 1994 per un cancro al cervello. Ebbe due figli e una figlia.
Nel 2011, Craig Yoe scrisse una biografia di Sagendorf nel volume Popeye: The Great Comic Book Tales by Bud Sagendorf.
Due tavole con Popeye di Sagendorf hanno ispirato due opere di Roy Lichtenstein del 1961,  "Popeye" e "Wimpy (Tweet)".